# Héctor Rebaque

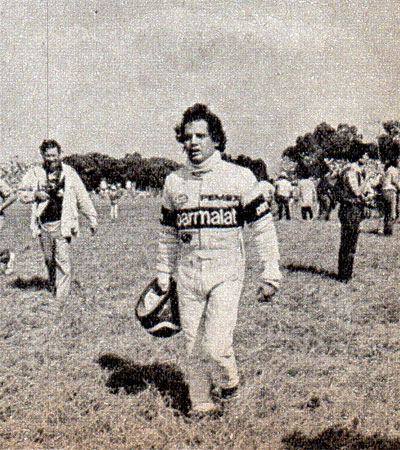
Héctor Rebaque in 1981

Héctor Alonso Rebaque (Mexico-Stad, 5 februari 1956) is een voormalig autocoureur die debuteerde in de Formule 1, op 5 juni 1977 bij het Hesketh Racing Team, tijdens de Grand Prix van Duitsland. Dat was de enige Grand Prix die hij reed dat seizoen.
In 1978 reed hij een volledig Formule 1 seizoen bij het team van Lotus. In 1979 nam hij ook deel aan een aantal GP's voor Lotus. Eind 1979 reed hij voor zijn eigen team, Rebaque Racing. Begin 1980 vertrok hij naar het Brabham team; hij werd de vervanger van Ricardo Zunino. Ondanks dat hij zoek werd gereden door zijn teamgenoot Nelson Piquet, reed hij toch beter dan eerder in zijn carrière. Ook in 1981 reed hij nog een jaar voor het Brabham team. Hij behaalde dat jaar bijna een keer het podium. Echter, hij moest het doen met een aantal vierde plaatsen. Eind 1981 moest Rebaque plaatsmaken voor de Italiaan, Riccardo Patrese. Hectors Formule 1-carrière was voorbij.
In 1982 reed hij zes races in de CART-series. Hij won de race op Road America. Dat werd meteen zijn laatste race. Na een ongeluk tijdens testritten op de Milwaukee Mile besliste Rebaque om niet meer te racen in de CART series.

## Formule 1-resultaten
Formule 1-resultaten (aantal gereden races, aantal maal in de top 5 van een race, eindpositie kampioenschap en punten)
| Jaar | Races | 1ste | 2de | 3de | 4de | 5de | Rank | Ptn |
| ---- | ----- | ---- | --- | --- | --- | --- | ---- | --- |
| 1977 | 1     | -    | -   | -   | -   | -   | 46   | -   |
| 1978 | 9     | -    | -   | -   | -   | -   | 19   | 1   |
| 1979 | 10    | -    | -   | -   | -   | -   | 22   | -   |
| 1980 | 7     | -    | -   | -   | -   | -   | 20   | 1   |
| 1981 | 14    | -    | -   | -   | 3   | 1   | 10   | 11  |

## CART-resultaten
CART-resultaten (aantal gereden races, aantal maal in de top 5 van een race, eindpositie kampioenschap en punten)
| Jaar | Races | 1ste | 2de | 3de | 4de | 5de | Rank | Ptn |
| ---- | ----- | ---- | --- | --- | --- | --- | ---- | --- |
| 1982 | 5     | 1    | -   | -   | -   | -   | 15   | 48  |